# Abdullo Rachimbajewitsch Rachimbajew

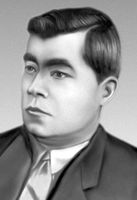
Abdullo Rachimbajew

Abdullo Rachimbajewitsch Rachimbajew, russisch Абдулло Рахимбаевич Рахимбаев, wiss. Transliteration Abdullo Rachimbaevič Rachimbaev, (* 20. Maijul. / 1. Juni 1896greg. in Chudschand, Generalgouvernement Turkestan, Russisches Kaiserreich; † 7. Mai 1938 in Moskau) war ein hoher tadschikischer Parteifunktionär und sowjetischer Staatsmann.

## Leben
Der Usbeke Abdullo Rachimbajew – Sohn eines Kaufmanns – absolvierte 1917 das Taschkenter Lehrerseminar, war als Lehrer tätig, beteiligte sich an der Oktoberrevolution und trat 1919 der RKP (B) bei. In seiner Partei wurde er zunächst Sekretär des Kreis-Exekutivkomitees von Golodnaja Step, später Vorsitzender des Kreis- und Stadt-Exekutivkomitees von Chudschand und stieg zum Vorsitzenden des Samarkander Gebietskomitees der KP der Turkestanischen ASSR auf. Von  Oktober 1920 bis Juni 1923 war er Sekretär des Zentralkomitees der KP Turkestans und wurde auf dem XI. Parteitag der RKP (B) im April 1922 zum Kandidaten des Zentralkomitees der RKP (B) gewählt. Diese Funktion behielt er nur ein Jahr, bis April 1923. Anschließend war er bis November 1923 Sekretär des Zentralkomitees der KP der Volksrepublik Buchara und wurde dann Zweiter Sekretär des ZK der KP Turkestans. Nach der Gründung der Usbekischen SSR war Rachimbajew von Dezember 1923 bis Dezember 1925 Sekretär des ZK der KP Usbekistans. Von Mai 1924 bis Dezember 1925 war er zudem Kandidat des ZK der Kommunistischen Partei der Sowjetunion.
Um 1922 wurde er Mitglied des Volkskommissariats für Nationalitätenfragen der RSFSR und von Mai 1922 bis September 1926 war er gleichzeitig Mitglied des Revolutionären Kriegsrates der Turkestanischen Front.
Im Oktober 1926 wurde Rachimbajew von allen seinen Ämtern abberufen, um an der Kommunistischen Akademie in Moskau bis Juni 1928 Marxismus-Leninismus zu studieren. Ab 1933 war er Regierungschef der Tadschikischen SSR. Ab Januar 1934 war er gleichzeitig Vorsitzender des Zentralen Exekutivkomitees der UdSSR.
Abdullo Rachimbajew wurde im August 1937 in Stalinabad verhaftet und im Moskauer Lefortowo-Gefängnis inhaftiert. Laut Urteil des Obersten Militärgerichts der Sowjetunion wurde Abdullo Rachimbajew erschossen.
1956 – während der Tauwetter-Periode unter Chruschtschow – wurde er postum rehabilitiert.

## Präsenz in den Gremien der Sowjetmacht
- Juni – Oktober 1920: Vorsitzender des Präsidiums des Zentralen Exekutivkomitees der Turkestanischen ASSR
- Oktober 1920–1923: Sekretär des ZK der KP Turkestans
- Dezember 1923 – Dezember 1925: Sekretär des ZK der KP Usbekistans
- 4. Januar 1933 – September 1937: Vorsitzender des Rates der Volkskommissare[2] der Tadschikischen Sozialistischen Sowjetrepublik
- 4. Januar 1934 – September 1937: Vorsitzender des Präsidiums des Zentralen Exekutivkomitees der Sowjetunion[3]

## Ehrungen
- Leninorden
- Rotbannerorden der Volksrepublik Choresmien

## Anmerkung
1. ↑  Der Roman Jahre des Terrors von Anatoli Rybakow ist eine erzählerische Auseinandersetzung mit den Stalinschen Säuberungen. Im 11. Kapitel des Romans erfährt der Leser etwas über die Vorgeschichte von Abdullo Rachimbajews Erschießung. Anatoli Rybakow schreibt: „Am 7. Juli 1935 führte Stalin den Vorsitz in der Plenarsitzung der Verfassungskommission.“ (Rybakow, S. 123, 1. Z.v.o.). Der Autor gibt Stalins Gedanken während der Sitzung wieder. Stalin hält den anwesenden Rachimbajew für „unzuverlässig“ (Rybakow, S. 129, 6. Z.v.o.) und denkt: „Alles potentiell Gefährliche muß[te] ausgerottet werden“. (Rybakow, S. 129, 17. Z.v.o.)